# 제임스 애버크롬비
제임스 애버크롬비(James Abercromby 또는 Abercrombie), 1706년 - 1781년 4월 23일)는 대영제국 육군 대장이다. 프렌치 인디언 전쟁 때 북아메리카 총사령관이며, 1758년 카리용 전투(제1차 타이컨더로가 전투)에서 비참한 패배를 당했다.

## 생애
제임스 에버크롬비는 스코틀랜드 밴프셔주 글라소의 부유한 가정에서 태어났다. 1742년에 소령 계급으로 육군에 입대했으며, 1746년에는 대령으로 승진했고, 1756년에는 소장으로 승진했다. 1757년 루이스버그 요새 전투에서 여단을 지휘했고, 1758년 3월에는 존 캠벨의 이임 후, 북아메리카의 영국군 총사령관이 되었다. 그 해 여름, 그는 타이컨더로가 요새를 공격했다. 에버크롬비는 조직을 정리하는 재능은 있었지만, 리더십에 관해서는 결단력이 부족하여, 부하 군인에서 ‘크롬비 아줌마(Mrs. Nanny Cromby)’라고 했다. 그는 15,000명의 부대를 편성하고 보급 물자와 함께 광야를 이동하는 괄목할만한 성과를 올렸으나, 7월 8일에는 그중 2,000명이 사상당했다. 그것은 대포와 3,000명의 병사로 보호된 돌 요새는 15,000명의 병사가 정면에서 총검으로 돌격해도 함락시킬 수 없다는 사실을 증명했을 뿐이었다. 에버크롬비 부대는 당황했고, 조지 호수의 남쪽에 있는 견고한 기지까지 패주했다. 이 참패로 에버크롬비는 제프리 애머스트 장군에게 자리를 물려주고, 1759년에 영국으로 소환되었다. 잉글랜드 귀환 후 하원의원이 되어 미국 식민지에 강경책을 추진했다.